# Andrej Lauryk
Andrej Iwanawitsch Lauryk (belarussisch Андрэй Іванавіч Лаўрык; russisch Андре́й Ива́нович Ла́врик ‚Andrei Iwanowitsch Lawrik‘, englische Transkription Andrey Ivanovich Lavrik; * 7. Dezember 1974 in Minsk) ist ein ehemaliger belarussischer Fußballspieler.

## Karriere

### Verein
Andrej Lauryk begann seine Karriere im Jahr 1996 beim FK Dinamo Minsk. Weitere Stationen waren die russischen Vereine Lokomotive Moskau, Amkar Perm und Torpedo Moskau. Von 2008 bis 2009 lief der Verteidiger für den kasachischen Verein FK Aqtöbe auf. 2010 wechselte er zu Baltika Kaliningrad.

### Nationalmannschaft
Lauryk wurde 37-mal in der Belarussischen Fußballnationalmannschaft eingesetzt und erzielte dabei ein Tor.

## Erfolge
- Belarussischer Fußballer des Jahres: 1997
- Kasachischer Meister: 2008, 2009